# 古田真美
古田 真美（ふるた まみ、1954年-）は、世界遺産などの研究者。夫の古田陽久が設立したシンクタンクせとうち総合研究機構および世界遺産総合研究所の各事務局長を務めた（1998年現在–）。
広島県呉市生まれ。広島県立呉三津田高等学校から青山学院大学に進学し文学部史学科を卒業する。1990年からシンクタンクせとうち総合研究機構の事務局長職につき、世界遺産総合研究所事務局長兼務（1998年–）。広島県景観審議会委員、広島県放置艇対策あり方検討会委員、NHK視聴者会議委員などを歴任する。世界の40か国約200箇所の世界遺産地を歴訪、世界遺産委員会に例年、オブザーバーとして出席してきた。広島市佐伯区在住。

## 著書

### 単著
- 古田真美「西瀬戸自動車道沿線の広域リゾート開発」『月刊ロアジール』第18巻第11号、余暇開発センター、1994年3月、42-46 23、25、51コマ。[5]
  - 23コマ: プロジェクト事業への取り組み古田真美(シンクタンク瀬戸内総合研究機構事務局長)私は、第4分科会(「地域資源を活かしたリゾートの推進」
  - 25コマ: 1993年6月古田真美「環瀬戸内からの発想」1993年5月おわりに夜なべ談

### 共著
- 古田陽久、古田 真美『環瀬戸内からの発想 : 地方からの発想で中央の変革を!』シンクタンク瀬戸内総合研究機構、1993年5月。doi:10.11501/13141077。[6][7][8][9]
- 古田陽久、古田 真美『日本列島・21世紀への構図 : 世界一豊かで住みやすい国土づくりのシナリオ』シンクタンク瀬戸内総合研究機構、1994年9月。doi:10.11501/13110749。[10][11]

世界遺産について
- 世界遺産総合研究所 企画・ 編『朝鮮半島にある世界遺産』古田 陽久、古田真美 監修、シンクタンクせとうち総合研究機構〈世界遺産ガイド〉、2005年7月。ISBN 4862001025。「-- 128p ; 21cm. (世界遺産シリーズ)」[12]
- 世界遺産総合研究所  企画・ 編『世界遺産ガイド — 日本の世界遺産登録運動』古田陽久、古田真美 監修、シンクタンクせとうち総合研究機構〈世界遺産ガイド〉、2005年。
- 世界の記憶シリーズ
  - 古田 陽久、古田 真美『世界の記憶遺産60』幻冬舎、2015年。ISBN 9784344027848。 NCID BB19261361。[13]

## 連載
聖教新聞で2015年9月17日から「世界記憶遺産の旅II」を連載しており、世界の記憶に登録されている「ベートーヴェンの交響曲第9番ニ短調作品125」（ドイツ、2001年登録）、「1215年に調印されたマグナ・カルタ（大憲章）」（英国、2009年）など、毎回1件ずつ紹介している。